# Sevier (rivière)
Pour les articles homonymes, voir Sevier.

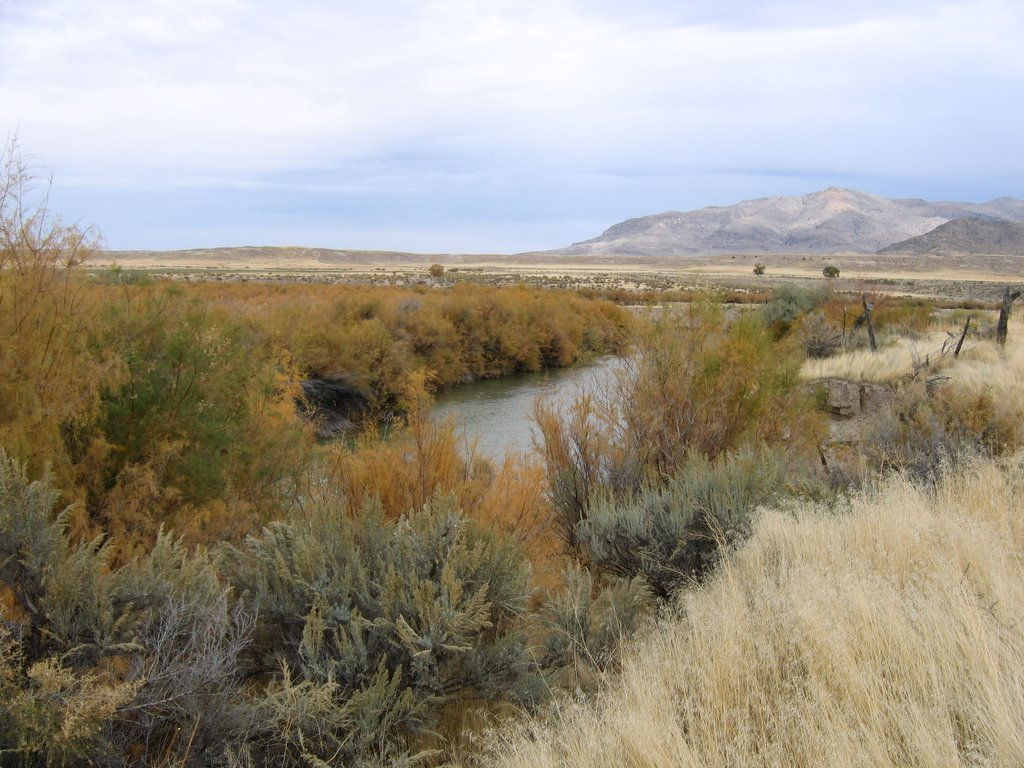
La Sevier River à Leamington, Utah.

La Sevier River (suh-VEER) est une rivière d'environ 620 km de long, dans le sud-ouest de l'Utah aux États-Unis. Elle irrigue une chaine étendue de vallées agricoles dans les montagnes séparées par d'étroits canyons, émergeant dans le désert de l'Utah occidental pour se jeter dans le Lac Sevier, généralement asséché.

## Description
La rivière irrigue un bassin versant de 29 977 km2, formant un large fer à cheval dans l'Utah méridional. C'est la plus longue rivière coulant entièrement dans cet État. 
Elle prend sa source dans le Kane County le long du versant ouest du Plateau Paunsaugunt et coule vers le nord, dans  le  Garfield County, au milieu d'une vaste vallée bordant le plateau à proximité de Hatch et de Panguitch.
Le long de la ligne  Garfield-Piute, elle descend à travers l'étroit Circleville Canyon (8 km), émergeant dans une seconde vallée au sud-ouest de Junction, où elle reçoit un affluent venant de l'est et passe à travers le Piute Reservoir. Elle coule au nord à travers  Piute County jusqu'à  Marysvale, puis descend sur 13 km le Sevier Canyon, émergeant au sud de Sevier. Elle coule ensuite vers le nord-est près de  Richfield et  Salina. À approximativement 32 km au sud-ouest de  Nephi, elle tourne vers l'ouest, contournant l'extrémité nord des Canyon Mountains  dans le  Sevier Desert, puis coulant sud-ouest près de Delta, jusque dans le Lac  Sevier au milieu du Millard County, le long du versant occidental des  Cricket Mountains. 
Au sud-ouest du Juab County, elle est retenue  à l'extrémité nord de la vallée  pour former le  Sevier Bridge Reservoir, long de 32 km. La rivière est utilisée intensivement pour l'irrigation dans sa vallée supérieure dans les montagnes, ce qui provoque une diminution sévère du niveau du Lac Sevier, qui est de nos jours à peu près sec. Son bassin hydrographique délimite l'angle sud-est du  Grand Bassin.
La rivière était connue des Païutes  qui habitaient la région sous le nom de  Seve'uu. Elle fut nommée "Rio Severo" (rivière sauvage) par les premiers explorateurs espagnols.